# Persecució de la fe bahá’í
La persecució de la fe bahá’í succeeix en diversos països, especialment a l'Iran, on es va originar la Fe Bahá'í i la ubicació d'una de les poblacions bahá'is més grans del món. Els orígens de la persecució provenen d'una varietat d'ensenyances bahá'is incompatibles amb la creença islàmica tradicional, incloent la finalitat del profeta Mahoma i la col·locació dels bahá'is fora de la fe islàmica. Així, els bahá'is són vistos com a apòstates de l'Islam i, segons alguns islamistes, han d'escollir entre el penediment i la mort.
Tant els Bahá'is com les Nacions Unides, Amnistia Internacional, la Unió Europea, els Estats Units i la majoria de la literatura acadèmica revisada han declarat que els membres de la comunitat bahá'i a l'Iran han estat sotmesos a detencions injustificades, tortura, execucions injustificades, confiscació i destrucció dels béns de propietat d'individus i de la comunitat bahá'i, denegació de feina, negació dels beneficis del govern, negació dels drets i llibertats civils, i la negació de l'accés a l'educació superior.

## Context històric
La Fe Bahá'í va ser establerta el 1863 per Bahá'u'lláh a l'Iran. El vuitanta-nou per cent dels iranians van unirse a la branca Imamisme|Twelver de l'Islam Shi'a, que sosté com una doctrina central l'adveniment esperat d'una figura messiànica coneguda com a qàïm o com l'Imam Mahdí. El Báb va afirmar que era l'Imam Mahdí i, per tant, tenia el mateix estatus que Muhàmmad amb el poder, que exercia, per derogar les disposicions finals de la llei islàmica.
Bahá'u'lláh, un babí que afirmava ser el predit pel Báb Sayyid Alí Muhàmmad, va reclamar un estatus similar per a si mateix el 1863 com «Manifestació de Déu» i com la figura promesa en les sagrades escriptures de les principals tradicions religioses del passat i va fundar el que més tard es va conèixer com la Fe Bahá'í.

Sobre el context històric de les persecucions, Friedrich W. Affolter en War Crimes, Genocide, & Crimes against Humanity escriu:
| « | Els escrits de Bahá'u'lláh s'ocupen d'una varietat de temes que desafien les doctrines de l'Shi'i-Islam durant molt de temps. A més a més de fer l''heretge' [sic] amb la pretensió de ser una «Manifestació de Déu», va suggerir que els plans d'estudi han d'incloure «Ciències Occidentals», que els estats nació (musulmans i no musulmans) han d'establir-se un govern federal mundial, i quins homes i dones són iguals. Bahá'u'lláh també va escriure que en aquesta època i edat, els sacerdots ja no eren necessaris per a l'orientació religiosa. La humanitat, va argumentar, havia assolit una edat de maduresa on tot individu havia de cercar Déu i la veritat independentment. Aquests principis no només qüestionaven la necessitat d'un sacerdoci, sinó també tota l'estructura eclesiàstica xiïta i el vast sistema de dotacions, beneficis i honoraris que ho sostenien. No és d'estranyar aleshores que en les següents dècades fins l'enderrocament de la dinastia qajar el 1925, van ser els mul·làs els qui van instigar atacs contra els Bahá'is en ciutats o llogarets on l'establiment clerical va ser particularment influent. | » |
| — | |   |

A més a més d'això, la fe babí, precursora de la fe Bahá'í va tenir una violenta història a l'Iran, segons descriu Friedrich W. Affolter:
| « | Inicialment, mul·làs esperaven impedir que el moviment babí es propagués denunciant els seus seguidors com apòstates i enemics de Déu. Aquestes denúncies van resultar en atacs de la màfia, execucions públiques i tortura dels primers babís. Quan els babís (d'acord amb els principis corànics) es van organitzar per defensar-se, el govern va enviar les tropes a una sèrie d'enfrontaments que van resultar amb grans pèrdues per tots dos bàndols. El propi Báb va ser empresonat des de 1846 fins a 1850 i executat públicament. L'agost de 1852, dos babís embogits van intentar matar el Shah en venjança per l'execució del Báb. Això va portar a una extensa massacre durant la qual més de 20.000 babís -entre ells 400 mul·làs xiites que havien abraçat les ensenyances babí- van perdre la vida. | » |
| — | |   |

Altres han afirmat que els babís es van armar originàriament i es van preparar per a una guerra santa que es va tornar defensiva quan van trobar tropes estatals en diversos llocs i que de dos a tres mil babís van morir.
Bahà'u'llàh va adoptar una posició més conciliatòria, prohibint l'ús de la guerra santa per difondre la seva fe. En lloc seu, va tractar d'involucrar diversos governs en el diàleg; tanmateix, la naturalesa radical de la seva afirmació a la profecia no va fer gaire per canviar la percepció del poble de l'Iran. Fins al dia d'avui, els bahá'is són un grup minoritari àmpliament perseguit a l'Iran i d'altres països predominantment musulmans, ja que són vistos com a apòstates de l'Islam i partidaris de l'Occident i Israel.

## L'Iran

### Marc jurídic
La constitució iraniana que va ser redactada durant la revolució constitucional persa en 1906 va posar les bases per a la persecució institucionalitzada dels bahá'is. Encara que la Constitució es va basar en la Constitució de Bèlgica de 1831, es van ometre les disposicions que garanteixen la llibertat de culte. La legislació subsegüent va proporcionar un cert reconeixement als zoroastrians, jueus i cristians com a ciutadans iguals sota la llei estatal, però no va garantir la llibertat de religió i "va donar poders institucionals sense precedents a l'establiment clerical".
La República Islàmica de l'Iran, que es va establir després de la revolució constitucional iraniana, reconeix quatre religions, l'estatus de les quals està formalment protegit: el zoroastrisme, el judaisme, el cristianisme i l'islamisme. Els membres de les tres primeres religions minoritàries reben un tracte especial sota la llei iraniana. Per exemple, als seus membres se'ls permet beure alcohol, i els representants de diverses comunitats minoritàries tenen seients garantits al parlament.
Tanmateix, la llibertat religiosa a l'Iran està lluny d'ésser absoluta. La conversió lluny de l'Islam (apostasia) està prohibida, amb els convers i els missioners arriscant-se a la presó. Els que cerquen iniciar un nou grup religiós (musulmans o no) s'encaren a severes restriccions.
La fe Bahá'i s'enfronta a un obstacle tècnic addicional. La llei iraniana reconeix a tots els que accepten l'existència de Déu i la profecia de Muhammad com a musulmans. Els bahá'is accepten tots dos preceptes; tanmateix, els Bahá'is també reconeixen el Báb i Bahá'u'lláh com a missatgers addicionals que han aparegut després de Muhammad. Els musulmans, d'altra banda, afirmen la finalitat de la revelació de Mahoma. La llei iraniana, per tant, tracta els bahá'is com «heretges» en lloc de membres d'una religió independent, com ells pròpiament es descriuen.

### Principi del segle XX i la dinastia Pahlavi

#### Context polític
Almenys un erudit ha descrit els bahá'is a l'Iran abans de la República Islàmica com «un peó polític». La tolerància governamental dels Bahá'is en estar d'acord en les idees occidentals seculars de la llibertat de culte era «una manera de mostrar als mullahs que eren líders». En conseqüència, ja que els bahá'is eren una minoria relativament petita i la majoria dels iranians seguien les creences tradicionals de l'apostasia en l'Islam, quan el govern era políticament feble i necessitava suport clerical, la retirada de la protecció governamental per a «permetre la persecució activa dels bahá'is, era un peó de baix cost que podia ser sacrificat als mul·làs». Així, durant l'apogeu del governant secular Reza Shah els bahá'is estaven protegits; mentre que en 1955, quan el fill de Reza Shah, Muhammad Reza, necessitava suport clerical per al Pacte de Bagdad i amb el cop  iranià de 1953 només feia dos anys, els bahá'is van ser atacats.

#### Història
A partir del segle xx, a més a més de la repressió que va afectar els bahá'is individuals, es van iniciar campanyes centralitzades dirigides a tota la comunitat i institucions bahá'is. Algunes d'aquestes persecucions van ser registrades per missioners que eren en les àrees en el moment de les massacres. En un cas a Yazd el 1903 van morir més de 100 bahá'is. Més tard les escoles bahá'is, com les escoles dels nens i les de les noies de Teheran, es van tancar en els anys 1930 i 1940, els matrimonis bahá'is no van ser reconeguts i la literatura Bahá'i va ser censurada.
Durant el regnat de Mohammad Reza Pahlavi, a causa del creixent nacionalisme i les dificultats econòmiques en el país, el Xa va traslladar el control d'uns certs assumptes religiosos al clericat del país. Entre d'altres coses, aquest repartiment de poder va donar com a resultat una campanya de persecució contra els bahá'is. Akhavi ha suggerit que és probable que el govern tingués l'esperança que, en orquestrar un moviment contra els bahá'is podria servir per ocultar el fet que els ingressos obtinguts per la distribució de petroli de les companyies petrolieres occidentals seria massa baix per al creixent sentiment nacionalista; també serviria per obtenir el suport del clericat per a la seva política exterior. Van aprovar i van coordinar la campanya anti-bahá'i per incitar la passió pública contra els bahá'is iniciada el 1955 i va incloure la difusió de la propaganda anti-bahá'i en les emissores de ràdio nacionals i en els diaris oficials.
Durant el mes de Ramadà el 1955, el xeic Mohammad Taqi Falsafi, un predicador populista, en va iniciar un dels esquemes de propaganda anti-bahá'i de més alt perfil. Després de rebre el permís del Shah per declarar la retòrica anti-bahá'i en els seus sermons, va encoratjar a altres clergues a discutir la qüestió bahá'i en els seus sermons. Aquests discursos van causar un aldarull popular contra els bahá'is; les seves propietats van ser destruïdes, els centres bahá'is van ser saquejats, els cementiris profanats, els bahá'is van ser assassinats, les dones van ser segrestades i forçades a casar-se amb musulmans. Durant la tercera setmana dels sermons el Centre Nacional Bahá'i a Teheran va ser ocupat pels militars i la seva cúpula més tard destruïda.
El Ministre de l'Interior, Amir Asadollah Alam, va escriure en les seves memòries:
«Falsafi va aconseguir enganyar tant el Xa com les autoritats militars i començar una campanya contra els bahá'is que van arrossegar el país al caire del desastre. Va ser el Ramadà. Els sermons del migdia de Falsafi van ser transmesos a través de la nació mitjançant la ràdio i van causar violència i terror en molts llocs. La gent va matar uns pocs bahá'is aquí y allà. Falsafi va justificar aquests actes dient que va augmentar el prestigi del Xa. No vaig tenir més remei que ordenar-li, de manera precipitada, que s'abstingués de donar més discursos fins al restabliment de l'ordre.»
Mentre el govern intentava aturar els sermons, Falsafi no els va detenir fins al final del Ramadà. Al llarg de la dècada de 1950 el clericat va continuar la repressió de la comunitat bahá'i; tanmateix, els seus esforços van ser controlats per ministres del govern que, encara que simpatitzaven amb el sentiment anti-bahá'i, temien que la violència, fora de control, causés crítiques internacionals.
També durant la dècada de 1950, l'organització islàmica fonamentalista anomenada Hojjatiyeh, tenia com a objectiu central combatre la fundada Fe bahà'í. Els membres del grup van entrar a les comunitats bahá'is y molts dels arrests, empresonaments i execucions s'atribueixen sovint als membres d'Hojjatiyeh que tenien accés als registres bahá'is. A l'era Pahlevi, els Hojjatiyeh semblen haver cooperat amb SAVAK, l'agència d'intel·ligència del govern iranià que havia recopilat informació sobre l'afiliació religiosa de ciutadans iranians, per atacar els bahá'is.
Eliz Sanasarian afirma que mentre molts iranians van culpar la persecució bahá'i sobre Hojjatiyeh, ja que era la força anti-bahá'i més visible, la silenciosa majoria iraniana «no pot evitar la responsabilitat personal i comunitària per les persecucions dels bahá'is en aquest extrem manifestant suport tàcit, romanent en silenci... no tractar d'excusar a la majoria per les accions basades en el prejudici i l'odi contra un grup minoritari religiós iranià.»
A la fi de la dècada de 1970, el règim del Xa, a causa de la crítica que era prooccidental, va perdre consistentment legitimitat. A mesura que el moviment anti-Xa guanyava terreny i suport, la propaganda revolucionària va difondre que alguns dels assessors del Xa eren bahá'is. Els bahá'is van ser posats com a amenaces econòmiques i els partidaris d'Israel i Occident, i l'odi popular envers els bahá'is va augmentar. 

### Revolució islàmica i República
La Revolució islàmica de 1979 va reorientar les persecucions contra la Fe Bahá'i. Amnistia Internacional i d'altres van informar que 202 Bahá'is havien mort des de la Revolució Islàmica, amb molts més empresonats, expulsats de escoles i llocs de treball, negant-los diversos beneficis o denegats al registre per als seus matrimonis. A més a més, diversos llocs sagrats bahá'is van ser destruïts, incloent la casa del Báb a Siraz, la casa de Bahà'u'llàh a Mazandaran i el lloc de descans de Muhàmmad Alí Barfuruixí a Teheran.
La República islàmica va afirmar sovint que els bahá'is detinguts ho erenper «qüestions de seguretat» i per ésser membres d'«un establiment organitzat vinculat a estrangers, especialment els sionistes», però segons Bani Dugal, el principal representant de la comunitat internacional bahá'i a les Nacions Unides, «la millor prova de que els bahá'is estan sent perseguits per la seva fe, no per l'«activitat antiiraní», és que, una vegada i una altra, als bahá'is se'ls ha ofert la seva llibertat si es retracten de les seves creences bahá'is y es converteixen a l'Islam...»
Durant la revolució islàmica els atacs contra els bahá'is van augmentar. Al 1979, els membres d'Hojjatiyeh van assumir el control del Centre Nacional Bahá'i a Teheran i d'altres ciutats i van expulsar el personal i es van apoderar d'arxius i llistes de membres. Aquests arxius van ser utilitzats més tard per Hojjatiyeh, incloent la tramesa de cartes per correu advertint els bahá'is de les conseqüències de continuar creient en les seves creences. També, una vegada més, hi va haver informes d'atacs de la màfia, incendis premeditats, morts i assassinats contra els bahá'is a través de l'Iran; vint-i-dos dels seus cementiris, així com centenars de cases i negocis van ser danyats o destruïts. Al mes de desembre de 1978 a Sarvestan, una ciutat al sud de Siraz, es va informar que diversos centenars de cases havien estat incendiades i més de 1.000 bahá'is van quedar sense llar.
Els informes dels atacs suggereixen que no van ser espontanis, sinó que van ser iniciats pel govern militar designat pel Xa, que SAVAK va proporcionar les adreces dels bahá'is, i quan l'exèrcit va aparèixer no van prendre mesures per evitar que els incendis es propaguessin. Altres atacs van succeir a tot el país, incloent els bahá'is que no es van negar a sortir i que les seves cases van ser destruïdes; la violència va continuar també després que el Xa va fugir de l'Iran.

#### Memoràndum secret
Al febrer de 1991, una circular confidencial, emesa pel Consell de la Revolució Cultural Suprema sobre «la qüestió bahá'i» i signada pel líder suprem Ali Khamenei, va assenyalar un augment dels esforços per sufocar la comunitat bahá'i iranianaa través d'un silenciós memoràndum. El document va organitzar els mètodes d'opressió utilitzats per perseguir els bahá'is i contenia recomanacions específiques sobre com bloquejar el progrés de les comunitats bahá'is tant dintre com fora de l'Iran. El document afirmava que s'havien d'evitar els tipus de persecució més excessius i, en lloc d'això, es recomanava, entre altres coses, que els bahá'is fossin expulsats de les universitats, «una vegada que se sàpiga que són bahá'is», «negar-los feina si s'identifiquen com bahá'is » i «negar-los qualsevol posició d'influència».
L'existència d'aquest suposat Memoràndum s'assabenta al públic en un informe elaborat per l'aleshores Comissari de Drets Humans de l'ONU Sr. Galindo Pohl (/ CM4 / 1993/41, 28 de Gener 1993 S), les recomanacions de política del document continuen vigents.

### Situació actual
Segons els Estats Units, els atacs contra els bahá'is a l'Iran han augmentat des que Mahmud Ahmadinejad es va convertir en president. En els deu anys següents a la revolució de 1979, més de 200 bahá'is van ser assassinats o executats, centenars més van ser torturats o empresonats i desenes de milers van perdre les seves feines, accés a l'educació i d'altres drets. Des de l'estiu de 2013, l'escalada dels atacs ha inclòs tant l'assassinat com l'intent d'homicidi. Es creu que aquests atacs són crims d'odi que tenen motivació religiosa.
Al 2004, les autoritats iranianes van demolir el santuari i la tomba del líder Muhàmmad Alí Barfuruixi. A la fi de 2005, es va llançar a l'Iran una campanya de mitjans anti-bahá'i, afirmant que la religió va ser creada per les potències colonialistes per subvertir l'Islam i subjugar als pobles musulmans de l'Iran. Al 2006, funcionaris iranians van arrestar 54 bahá'is, en la seva majoria joves, a Siraz. Al març i maig de 2008, els set «alts membres» que formen el lideratge de la comunitat bahá'i a l'Iran van ser arrestats. Diversos experts han publicat les seves preocupacions, en agències i revistes, per veure l'evolució com un cas de genocidi com Roméo Dallaire entre d'altres.
Un resum de 2013 incidents de penes de presó, multes i càstigs va demostrar que aquests eren més propensos en dues vegades en ser aplicar als bahá'is que a qualsevol altra minoria religiosa a l'Iran i que la taxa total d'aquests casos havia augmentat 36% respecte a l'any 2012.

#### Monitoratge d'activitats
Una carta confidencial enviada el 29 d'octubre de 2005 pel President del Comandament de les Forces Armades a l'Iran, indica que el Líder Suprem de l'Iran, Ali Khamenei, ha instruït el Quarter General de Comandament a identificar les persones que s'adhereixen a la Fe Bahá'i, per a monitorear les seves activitats i recopilar-ne tota i qualsevol informació sobre els membres de la Fe Bahá'í. La carta va ser dirigida al Ministeri d'Informació, a l'Exèrcit dels guàrdies de la revolució islàmica i la Força de Policia. La carta va ser comentada a l'atenció de la comunitat internacional per Asma Jahangir, Relatora Especial de la Comissió de Drets Humans de les Nacions Unides sobre la llibertat de religió o de creences, en un comunicat de premsa del 20 de març de 2006.

Al comunicat de premsa, la Relatora Especial declara que «està molt preocupada per la informació que ha rebut sobre el tracte als membres de la comunitat Bahá'i a l'Iran»." El comunicat de premsa de l'ONU que resumeix l'informe de Jahangir diu: 
| « | El Relator Especial està preocupat per la iniciativa de vigilar les activitats de les persones pel fet que s'adhereixen a una religió que difereix de la religió estatal. Considera que aquest control constitueix una ingerència inadmissible i inacceptable en els drets dels membres de les minories religioses. També expressa la seva preocupació per que la informació obtinguda com a resultat d'aquest monitoratge s'usi com a base per a l'augment de la persecució i discriminació contra els membres de la Fe Bahá'i, en violació de les normes internacionals. El Relator Especial sobre la llibertat de religió o de creences ha seguit de prop el tracte dispensat a les minories religioses a l'Iran y fa temps que es preocupa per la discriminació sistemàtica contra els membres de la comunitat bahá'i. Des que va assumir el mandat al juliol de 2004, el Relator Especial ha intervingut amb el govern algunes vegades respecte del tracte donat a la comunitat bahá'i. A la Relatora Especial li preocupa que aquest últim esdeveniment indiqui que la situació de les minories religioses a l'Iran s'està deteriorant. | » |
| — Comissió de Drets Humans de les Nacions Unides sobre la llibertat de religió o de creences, 20 de març de 2006 | |   |

El monitoratge dels bahá'is també s'ha vist en altres documents oficials del govern; en una carta de data 2 de maig de 2006 de la Societat d'Oficis, Producció i Serveis Tècnics de Kermanshah a la Unió Iraniana de Fabricants de Bateries, se li va demanar al sindicat que proporcionés una llista de membres de «la secta bahá'í». D'altra banda, en una carta de data 19 d'agost de 2006, el Ministeri iranià de l'Interior al Departament de Política i Seguretat a les oficines del general dels Governadors per tot l'Iran va ordenar als funcionaris a redoblar la vigilància dels bahá'is iranians en tot el país. Entre la informació sol·licitada en un qüestionari detallat sobre les activitats dels bahá'is locals està la seva situació financera i les seves interaccions socials.
La Lliga Antidifamació ha declarat que l'esforç del govern per identificar i monitorear als bahá'is és similar al que es van enfrontar els jueus en el començament de l'era nazi: van escriure que les ordres emeses eren «una reminiscència de les mesures preses contra els jueus a Europa i un perillós pas cap a la institució de les lleis tipus de Nuremberg.»

### Declaracions

Nacions Unides

Des de l'última part del segle XX moltes organitzacions de tercers han fet declaracions sobre la persecució dels bahá'is demanant que es mantinguin els drets humans. Fins avui, les Nacions Unides, Amnistia Internacional, la Unió Europea, els Estats Units, Brasil, Austràlia, Nova Zelanda, Àustria, Canadà, Gran Bretanya, Alemanya, França, Països Baixos, Irlanda, Hongria, Noruega i l'Índia han fet declaracions oficials condemnant el tractament dels bahá'is a l'estranger, en particular, a l'Iran.
Les Nacions Unides i la Comissió de Drets Humans de les Nacions Unides han publicat informes sobre la persecució dels bahá'is des de la revolució iraniana el 1979; en tots els anys des de 1984, excepte el 2002, la Comissió de Drets Humans de les Nacions Unides ha aprovat una resolució expressant la seva preocupació per les violacions de drets humans contra els bahá'is a l'Iran.
Amnistia Internacional també ha documentat la persecució de la comunitat bahá'i a l'Iran. Per exemple, el 1998, va fer declaracions sobre l'execució d'un presoner bahá'í: «Amnistia Internacional condemna sense reserves l'execució de Ruhullah Rouhani i tingues por que hagi estat executat per l'expressió no violenta de les seves creences. Amnistia Internacional coneix actualment set casos de bahá'is presoners sota pena de mort i està demanant la commutació d'aquestes i totes les altres penes de mort sense demora».

Unió Europea

La Unió Europea en l'Informe Anual sobre els Drets Humans de 2004 va escriure:
| « | No hi ha hagut progressos discernibles en les àrees clau de preocupació. També es va reiterar la preocupació per la destrucció del lloc sagrat bahá'i a Babol i la negativa de les autoritats a permetre el digne re-enterrament de les restes que conté. | » |

En un discurs pronunciat a l'octubre de 2005 pel Parlament Europeu en nom del Comissari Europeu d'Educació, Formació, Cultura i Multilingüisme, Jan Figel va dir:
| « | Pel que fa a la situació actual dels drets humans a l'Iran, hi ha una preocupació cada vegada més gran. Hi ha d'altres assumptes seriosos de preocupació que han sorgit recentment:... la detenció de membres de la Fe Bahá'í. | » |

L'Oficina de Democràcia, Drets Humans i Treball del Departament d'Estat dels Estats Units va declarar en l'Informe sobre la Llibertat Religiosa Internacional de 2004 que «El Govern fustiga la comunitat bahá'i detenint arbitràriament els bahá'is», que «els drets de propietat dels bahá'is són en general desatesos,... el govern ha confiscat gran quantitat de propietats privades i comercials pertanyents als bahá'is» i que «les universitats públiques i privades continuen negant l'admissió als estudiants Bahá'is.»
El govern iranià respon a aquestes declaracions dient que els bahá'is són enemics de l'estat, que eren partidaris del govern del Xa Mohammad Reza Pahlavi i espies empleats pels governs imperialistes de l'Occident. L'aiatol·là Jomeini, també abans del seu retorn a l'Iran, va dir en una entrevista que creia que els bahá'is eren traïdors -sionistes - i enemics de l'Islam.
El representant iranià davant les Nacions Unides va intentar diverses vegades, encara que sense èxit, entre 1982 i 1984 tractar de convèncer la comunitat diplomàtica de les Nacions Unides de que la Fe Bahá'i és una organització polititzada amb un historial d'activisme criminal contra el govern iranià, i no una religió legítima com ara el judaisme, el cristianisme o el zoroastrisme que estan protegits per la llei iraniana. L'Iran no ha reconegut que la Fe Bahá'i és una religió. Les Nacions Unides van respondre a les acusacions del govern iranià en afirmar que no hi havia proves de les reclamacions de l'Iran i que la comunitat bahá'i a l'Iran professa la seva lleialtat a l'Estat. Les Nacions Unides van remarcar l'ensenyament bahá'i de l'obediència al govern del seu país i van declarar que qualsevol participació en qualsevol acte subversiu contra el govern seria antitètic als preceptes de la religió Bahá'í. També van declarar que si el govern iranià reconeix que la Fe Bahá'i és una religió, seria una admissió que la llibertat de religió no s'aplica a tots a l'Iran i que no està complint amb la Declaració Universal Declaració de Drets Humans i Pactes Internacionals de Drets Humans als quals és signatari.

## Egipte
Al 1925, Egipte es va convertir en el primer estat islàmic en reconèixer legalment la Fe Bahá'í com una religió independent a part de l'Islam. Malgrat una comunitat bahá'í egípcia històricament activa a començaments del segle xx, les institucions bahá'ís i les activitats comunitàries van ser prohibides des de 1960 per la Llei 263. Aquesta llei va ser decretada pel president egipci Gamal Abdel Nasser, set anys després de la fundació de la República d'Egipte. Totes les propietats de la comunitat bahá'í, incloent centres bahá'ís, biblioteques i cementiris, van ser confiscats pel govern. L'actual comunitat bahá'í egípcia, estimada entre diversos centenars i dos mil, també ha tingut fàtuaes emeses contra ella per Al-Azhar's Centre d'Investigació Islàmica, que condemna als bahá'ís amb l'apostasia.
El gener de 2001, 18 persones, en la seva majoria bahá'ís, van ser arrestades a la ciutat de Sohag sota la pretensió d'haver violat l'article 98 (F) del Codi Penal «insultar una religió celestial» i d'altres càrrecs, van ser detinguts durant més de 10 mesos sense ser formalment acusats.
Durant i des de la Revolució egípcia de 2011, les tensions s'han mantingut altes -les llars han estat cremats, encara que els bahá'ís van contribuir al diàleg. Des del 2011 els bahá'ís, encara que esperançats, continuen preocupats, un portaveu salafista ha dit dels bahá'ís: «Processarem els bahá'ís acusats de traïció».

### Controvèrsia de la targeta d'identificació
La controvèrsia de la targeta d'identificació egípcia va començar a la dècada de 1990 quan el govern va modernitzar el processament electrònic de documents d'identitat, el que va introduir un requisit de facto que els documents han d'enumerar la religió de la persona com a musulmana, cristiana o jueva —les úniques tres religions oficialment reconegudes pel govern. En conseqüència, els bahá'ís no van poder obtenir documents d'identificació del govern com ara targetes nacionals d'identificació, certificats de naixement, certificats de defunció, certificats de matrimoni o divorci o passaports necessaris per exercir els seus drets dintre del país llevat que diguessin mentides sobre la seva religió. Sense documents, no podien ser emprats, educats, tractats en hospitals, viatjar fora del país, o votar, entre d'altres dificultats.
Després d'un prolongat procés legal que va culminar en una decisió judicial favorable als bahá'ís, el ministre de l'Interior d'Egipte va publicar un decret el 14 d'abril de 2009, esmenant la llei per permetre als egipcis que no són musulmans, cristians o jueus obtenir documents d'identificació que enumeren un guió en lloc d'una de les tres religions reconegudes. Les primeres targetes d'identificació van ser expedides a dos bahá'ís sota el nou decreto el 8 d'agost de 2009.
Després de la Revolució egípcia de 2011 i els comentaris de Ibrahim Ghoniem, Ministre d'Educació en funcions i membre dels Germans Musulmans, a la fi de 2012 semblava que el sistema escolar egipci exclouria els nens bahá'ís i posaria en dubte l'acord de la identificació de la targeta.

## Altres països
Mentre que la persecució més significativa ha succeït a l'Iran i Egipte durant aquest segle i l'últim, d'altres països han restringit o perseguit als bahá'ís. Diversos països amb població musulmana majoritària, l'ho han fet amb la mateixa base que l'Iran i Egipte, ja que l'Islam ni el govern no reconeix la Fe Bahá'í i, per tant, tota classe de serveis socials i identitat estan circumscrits. Les ordres de prohibició s'han fet contra les activitats bahá'ís a Algèria (1969), l'Iraq —1970 i d'altres versions de llavors ençà— i Indonèsia —especialment, però no exclusivament, entre 1962-2000. Cap a finals dels anys setanta, també va ser prohibida en diversos països de l'Àfrica subsahariana —Burundi, 1974, Mali, Uganda, 1977, Congo, 1978 i el Níger, 1978.

### Afganistan
Els bahá'ís van ser perseguits i empresonats a l'Afganistan durant el govern dels talibans. Post talibà, un bahá'í va ser detingut i el tribunal ha dictaminat que la Fe Bahá'í no és una religió reconeguda i, per tant, els bahá'ís no tenen drets sota la Llei islàmica.

### Azerbaidjan
A l'Azerbaidjan, una regió que té algunes de les connexions més prematures amb la fe bahá'í, hi ha hagut diverses notícies que cobreixen els límits socials, burocràtics i legals severs en les comunitats religioses, incloent els bahá'ís, des de la caiguda de la Unió Soviètica. Els bahá'ís estan tractant de recuperar propietats que van se] confiscades als anys 1930. El 2004, Tavachur Aliev, un bahá'í, va afirmar haver estat arrestat per esmentar la seva religió, va ser posat en llibertat quan va prometre de no esmentar la seva religió novament. A més a més, el 2006 s'estaven considerant lleis que restringirien els drets i privilegis dels bahá'ís i d'altres minories religioses.

### Indonèsia
A Indonèsia, encara que el govern va donar als bahá'ís la llibertat d'existir com a organització en 2000, el sistema nacional de registre continua restringint la llibertat religiosa de les persones que no pertanyen a les cinc religions oficialment reconegudes. Així, els bahá'ís no poden registrar els seus matrimonis ni els naixements dels seus fills. Les parelles impedides de registrar els seus matrimonis o els naixements dels seus fills, d'acord amb les seves creences, han de convertir-se a un dels cinc credos reconeguts o mentir. Aquells que decideixen no inscriure els seus matrimonis o els naixements dels seus fills corren el risc de tenir dificultats en el futur; per exemple, molts nens sense certificat de naixement no poden inscriure's en l'escola ni poden qualificar-se per a beques i els individus sense certificats de naixement no poden obtenir treballs governamentals.
Els musulmans que es van convertir a la Fe Bahá'í a Sulawesi van ser intimidats pels seus veïns i pel govern local el 2007. De set llars que es van convertir, dos van retornar a l'Islam, quatre es van negar a canviar i l'altre va ignorar les peticions de convertir-se novament.

### Marroc
Al Marroc hi va haver episodis de persecució religiosa entre 1962 i 1963, quan 15 bahá'ís van ser arrestats per les seves conviccions religioses; tres van ser condemnats a mort i diversos altres van ser sentenciats a anys de presó a treballs forçats. Hi va haver mesos d'esforços diplomàtics; el senador dels Estats Units Kenneth B. Keating va declarar en el Senat dels Estats Units el 18 de febrer de 1963: «Fins a quin punt la llibertat religiosa sota la Constitució marroquina realment s'aplica, es revelarà en les properes setmanes quan s'escolti el recurs davant la Cort Suprema del Marroc.»El 31 de març de 1963, durant una visita als Estats Units i les Nacions Unides, el rei Hassan del Marroc va ser entrevistat a la televisió i es va dirigir a l'audiència dient que encara que la Fe Bahá'í era «contra el bon ordre i la moral» pèro que perdonaria les sentències de mort.La persecució dels bahá'ís es va produir novament el 1984, i la seva resposta va ser cercar la reparació diplomàtica emfasitzant el no partidisme i l'obediència als principis governamentals de la religió. Recentment se'ls ha negat els passaports i poden practicar la seva religió solament en privat.

### Romania
Romania compta amb una comunitat bahá'í des de 1926, els membres de la qual en aquest moment incloïen Maria d'Edimburg, reina de Romania. [146] Després de la caiguda del comunisme a Romania, la comunitat bahá'í romanesa es va organitzar per formar la seva primera Assemblea Espiritual Nacional el 1991. El 2005, la comunitat bahá'í romanesa comptava amb uns 7.000 membres, però el gener de 2007 es va aprovar una llei que imposava restriccions a les comunitats religioses que desitjaven ser reconegudes pel govern, que els bahá'ís i els seguidors d'altres religions minoritàries no podien complir. Algunes de les restriccions inclouen esperar fins a dotze anys després de la petició i abans que una comunitat religiosa pugui començar a sol·licitar el reconeixement i el requisit a una religió legalment reconeguda ha de tenir més de 22.000 membres.